# Zăbala
Zăbala (em húngaro: Zabola) é uma comuna romena localizada no distrito de Covasna, na região histórica da Transilvânia. A comuna possui uma área de 73,69 km² e sua população era de 4941 habitantes segundo o censo de 2007.

## Património
- Castelo Mikes